# Geschichte der Arbeiterpartei Kurdistans

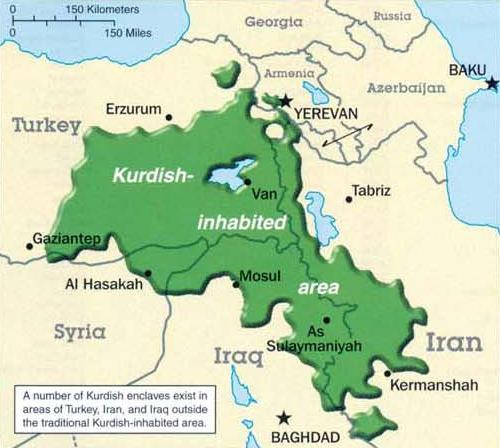
Siedlungsgebiete der Kurden laut CIA 2002

Die Gründung der PKK fiel in eine Zeit politischer Radikalisierung. Die PKK entstand als Strömung im Umfeld der türkischen Gruppe Dev Genc. Mitte der 1970er Jahre legte die kurdische Linke ihre Schwerpunkte auf die Tatsache der Unterentwicklung der von Kurden bevölkerten Regionen und erachtete es bald als notwendig, sich unabhängig von der türkischen Linken zu organisieren. Von 1973 bis 1978 trat diese Strömung/Bewegung als Kürdistan Devrimcileri (Kurdistan Revolutionäre) auf. Von großer Bedeutung schon in der Gründungsphase war die Rolle des späteren PKK-Generalsekretärs Abdullah Öcalan. Wichtige Funktionäre aus der Frühzeit der PKK sind und waren: Abdullah Öcalan, Cemil Bayık, Duran Kalkan, Mazlum Doğan, Ali Haydar Kaytan, Mehmet Şener, Sakine Cansız, Çetin Güngör, Kesire Yıldırım, Mustafa Karasu, Süphi Karakuş, Resul Altınok, Haki Karer, Kemal Pir, Şemdin Sakık.

## Organisationsgründung
Am 27. November 1978 gründeten 25 Personen unter der Leitung von Öcalan die PKK im Dorf Ziyaret bei Lice in der Provinz Diyarbakır. Abdullah Öcalan wurde als Generalsekretär und Cemil Bayık als Vize-Sekretär gewählt. Mehmet Karasungur wurde der Verantwortliche für militärische Angelegenheiten, Mehmet Hayri Durmuş, Baki Karer und Şahin Durmuş wurden Verantwortliche für organisatorische Belange. Auf ihrem Gründungskongress am 26./27. November 1978 verabschiedeten die PKK eine grundlegende Schrift Der Weg der Revolution Kurdistans und ein Programm, das bis 1995 Gültigkeit hatte.
Ursprüngliches Ziel der marxistisch-leninistisch geprägten PKK war die Errichtung eines unabhängigen Staats „Kurdistan“. Als zentrales Problem Kurdistans wurde eine doppelte Unterdrückung gesehen: Eine nationale Unterdrückung durch den türkischen Staat und die ihn unterstützenden imperialistischen Mächte und eine Unterdrückung der Demokratie durch die feudalen inner-kurdischen Strukturen. Dem Kampf gegen nationale Unterdrückung wurde Vorrang eingeräumt. Träger der kurdischen Revolution sollten Arbeiter, arme Bauern und die kurdische Jugend sein. Der soziale Kampf der Arbeiterklasse und auch der Bauernschaft müsse zunächst gegenüber dem nationalen Kampf zurückstehen. So steht im Gründungsprogramm der PKK: „Da der nationale Widerspruch der Hauptwiderspruch ist, bildet er den bestimmenden Faktor für die Lösung sämtlicher anderen gesellschaftlichen Widersprüche. Solange der nationale Widerspruch ungelöst bleibt, kann kein weiterer gesellschaftlicher Widerspruch gelöst werden“.

## Die ersten Jahre
Die PKK legte von Anfang an ihren Schwerpunkt auf militante Aktionen und versuchte eine Widerstandsbewegung gegen die kurdischen Landbesitzer (die als Agha bekannten Großgrundbesitzer) und die herrschenden Kurdenführer aufzubauen. Im Jahre 1979 kam es in der Region Siverek-Hilvan in der Provinz Şanlıurfa zu Auseinandersetzungen zwischen verschiedenen kurdischen Stämmen. Die PKK griff zugunsten enteigneter Aghas ein, da sie deren Gegner ohnehin als Feinde betrachtete. Bei den folgenden Kämpfen kamen mehrere Hundert Menschen zu Tode. Selbst wenn die Ereignisse in Urfa wie ein Kampf unter Stämmen aussah, so dienten sie auch dazu, dass die PKK Erfahrungen mit Waffen vertiefte. Die Organisation war auch in einen Krieg mit anderen kurdischen Gruppen wie den Nationalen Befreiern von Kurdistan (KUK) und der Union der Nationalen Demokratischen Kräfte (UDG) verwickelt.
Schon vor dem Militärputsch 1980 kam es zu Massenverhaftungen von Angehörigen der PKK. 1979 wurden fast alle Elazığ-Kader der PKK festgenommen. Şahin Dönmez, Mitglied des Zentralkomitees, machte umfangreiche Aussagen zur PKK.
Öcalan erklärte, dass die Organisation ins Ausland gehen müsse. Im Juli 1979 reiste er nach Beirut im Libanon, wo ihm Adel Murad von der PUK bei der Reorganisation der PKK im Ausland half. Er ließ ihn 3 Monate bei ihm  wohnen und besorgte ihm einen Reisepass und Kontakte bei der DFLP. Die DFLP lieferte der PKK die ersten Waffen und erklärte sich bereit Kämpfer der PKK zu trainieren, worauf Dutzende von Kämpfern der PKK von der Türkei in den Libanon einreisten. Später reiste er mit Ethem Akçam, der in Syrien Verwandte hatte, nach Syrien. Nach dem Militärputsch 1980 folgten ihm viele Kader. Rund 2000 Mitglieder der Organisation landeten im Gefängnis. Die Militärs glaubten damals, sie hätten der PKK den Todesstoß versetzt. Doch Öcalan organisierte die Gruppe im Exil neu. Als die vielen neu ankommenden PKK-Kämpfer die Trainingskapazitäten der DFLP überstieg, erreichte Öcalan, dass die Kämpfer in Trainingscamps von palästinensischen Gruppen wie der Fatah von Jassir Arafat, der PFLP und der PSF aufgenommen und trainiert werden.
1982 kämpften Einheiten der PKK auf palästinensischer Seite gegen den Einmarsch der israelischen Armee in den Libanon. Dabei starben elf Kader. Dieser Einsatz schaffte aber die Voraussetzung für die Übernahme des „Camps Helve“ 1986 in der Bekaa-Ebene im Libanon. Öcalan benannte es mit Duldung Syriens in „Mahsum-Korkmaz-Akademie“ um. Dort wurden nun Mitglieder der PKK politisch und militärisch geschult. Zu dieser Zeit umfasste die Kaderstärke der PKK 300 Personen, die eine praktische Ausbildung erfahren hatten.

## Die ersten Kongresse

Flagge der PKK von 1978 bis 1995

Auf dem ersten Parteikongress der PKK, der vom 15.–26. Juli 1981 an der syrisch-libanesischen Grenze stattfand, wurde ein allgemeines Resümee der letzten Jahre gezogen. Die ganze Partei unterzog sich einer Selbstkritik. Diese Selbstkritik öffnete den Weg für die Zusammenarbeit mit sieben anderen linken Organisationen in der FKBDC (Einheitsfront des antifaschistischen Widerstandes). Der FKBDC gehörten neben der PKK, Devrimci Yol (Revolutionärer Weg). TKEP (Türkiye Komünist Emek Partisi, Kommunistische Arbeiterpartei der Türkei), THKP/C Acilciler, TKP (İşçinin Sesi, Stimme des Arbeiters), SVT (Sosyalist Vatan Partisi, Sozialistische Vaterlandspartei), TEP (Türkiye Emekçi Partisi, Türkische Partei des Werktätigen) und DS (Devrimci Savaş, Revolutionärer Krieg) an. Zwischen dem 20. und 25. August 1982 hielt die PKK in Syrien nahe an der Grenze zu Jordanien einen 2. Kongress ab. Es wurde wieder Selbstkritik bezüglich ihrer bisherigen Politik geübt, die zur Zusammenarbeit mit der FKBDC führte. Zweitens wurde die Rückführung der Mitglieder vom Ausland in die Ost-Türkei beschlossen.
Im Jahre 1983 unterzeichneten die PKK und die PDK in Anbetracht der militärischen Operationen der Türkei im Nord-Irak ein Abkommen über Zusammenarbeit. Am 15. August 1984 gründete sie die HRK (Hezen Rızgariya Kürdistan – Befreiungseinheit Kurdistan) und begann gleichentags ihren bis heute (Stand November 2018) andauernden bewaffneten Kampf gegen den türkischen Staat. Die Städte Eruh (Dihê) und Şemdinli (Semzînan) wurden kurzfristig besetzt. Das Militär und die politische Elite in Ankara glaubten anfangs noch, der Vorfall von Eruh sei das Werk einer kleinen Schar von Banditen, von denen man nicht wieder hören werde, aber das sollte sich als Irrtum herausstellen.
Zu Beginn gab es nur wenige Kampfhandlungen. Dabei sollen 1984 28 Militante und 1985 100 Militante getötet worden sein. İsmet G. İmset bezeichnet diese Zeit als „Jahre, in denen die PKK mit inneren Problemen beschäftigt war und die Organisation Mitglieder zu Geständnissen zwang und hinrichtete.“ Es wird geschätzt in der türkischen Presse geschätzt, dass 1500 Menschen organisations-internen Hinrichtungen zum Opfer fielen. Der Bruder von Abdullah Öcalan, Osman Öcalan, der sich 2004 von der PKK trennte, gab an, dass allein bei einem Ereignis im Jahre 1987 68 führende Kader erhängt wurden. Neben den Morden auf der „oberen Ebene“ soll es auch in den Reihen der militanten (bewaffneten) Mitglieder immer wieder zu Hinrichtungen als „Verräter“ gekommen sein und das häufig aus banalen Gründen wie vermeintliche Beziehungen von männlichen zu weiblichen Guerilla-Kämpfern. Zur Unterstützung wurde am 21. März 1985 der politische Flügel ERNK (Eniya Rızgariya Netewa Kürdistan – Nationale Befreiungsfront von Kurdistan) gegründet. Sie existierte bis 2000 und wurde dann durch eine andere Organisationsstruktur ersetzt. Die ERNK war die politisch arbeitende Frontorganisation der PKK. Ihr gehörten eine Vielzahl von gesellschaftlichen Organisationen an, Arbeiter-, Jugend- und Frauenorganisationen, aber auch verschiedene religiöse Interessengruppen der Islamisten, Aleviten, Jesiden, Assyrer sowie später Berufsorganisationen.
Zwischen dem 26. und 30. Oktober 1986 wurde der 3. Kongress im Libanon abgehalten. Man beschloss die Ausweitung des bewaffneten Kampfes und ersetzte die HRK durch die ARGK (Arteşe Rızgariye Gele Kürdistan – Volksbefreiungsarmee von Kurdistan). Auf dem dritten Parteikongress wurden zudem auch die allgemeine Wehrpflicht, Steuerpflicht und ein eigenes Strafgesetz beschlossen. Auch der Führungsanspruch der PKK auf ganz Kurdistan wurde zum Ausdruck gebracht. Als vordringliches Ziel wurde die Beseitigung des Dorfschützersystems beschossen. In der Folge griff die PKK in der folgenden Saison kurdische Dörfer an, in denen Dorfschützer lebten. Die bekanntesten Fälle sind die Massaker von Pınarcık, Açıkyol und Kılıçkaya, denen zahlreiche Männer, Frauen und Kinder zum Opfer fielen.
Im Jahre 1987 wurde die Union Patriotischer Frauen Kurdistans (Yekitiya Jinên Welatparezên Kurdistan) gegründet.
Martin van Bruinessen erklärte die massive Gewalt innerhalb der PKK mit Machtkämpfen und machte die Tendenz zu blindem Gehorsam ebenfalls für die Gewalt gegen eigene Mitglieder und vermeintliche Abtrünnige verantwortlich. Er schrieb im Middle East Report von Juli/August 1988, die PKK sei berüchtigt für ihre brutale Gewalt und politische Morde. Kritik an der Parteilinie werde als Verrat betrachtet. Überall witterte die PKK damals demnach Verräter. Öcalans bekanntester Opponent sei festgesetzt und gefoltert worden, um ein Geständnis zu erpressen und anschließend habe man ihn ermordet.

## Der 4. und 5. Kongress
Der 4. Kongress der PKK fand vom 26.–31. Dezember 1990 im Nordirak statt. In der Zwischenzeit hatte es Kritik an der Umsetzung der Beschlüsse auf dem 3. Kongress gegeben, die im Sprachgebrauch der Organisation folgendermaßen ausgedrückt wird:
„Größeren Schaden richtete das falsche Verständnis Einzelner von der Parteidisziplin an, die in der Praxis zu einem willkürlichen Herangehen an die Bevölkerung und an die eigenen Genossinnen führte. Die Folge waren Verluste an guten Kadern, Vertrauensbruch auf Seiten der Bevölkerung und damit Entwicklungsmöglichkeiten für das sogenannte ‚Dorfschützersystem‘... Bis 1989 konnte die Parteiideologie jedoch wieder durchgesetzt, die Guerilla gefestigt, das Vertrauen der Bevölkerung zurück gewonnen und dadurch die Möglichkeit geschaffen werden, wieder auf allen politischen Ebenen aktiv zu sein“.
Auf dem IV. Kongress der Partei wurden vorbereitende Schritte für ein Nationalparlament unternommen. Einige zu Unrecht verurteilte Mitglieder wurden auf dem Parteikongress im Rahmen einer umfassenden Selbstkritik der Partei gegenüber dem Volk rehabilitiert.
Zwischen dem 20. und 22. November 1992 fanden Wahlen zu einem kurdischen Nationalparlament in Europa statt. Insgesamt 153 Delegierte wurden von 87.719 Kurdinnen und Kurden gewählt, darunter 27 Frauen. Auf der Delegiertenkonferenz einen Monat später wurden 15 Abgeordnete für die Arbeit im kurdischen Nationalparlament gewählt. Der Versuch, ein solches Nationalparlament auch in der Türkei durchzuführen, konnte nur begrenzt durchgeführt werden. Insgesamt wurde ein Jahr später die Idee eines Nationalparlaments nicht mehr weiterverfolgt. Der PKK-Abtrünnige Selim Çürükkaya, der einer der 15 Delegierten war, gibt als Grund für die Auflösung des Parlaments an, dass er mit einem anderen Vertreter aus Deutschland nicht akzeptierte, dass die Delegierten Weisungen von Abdullah Öcalan erhielten. Deswegen sei er im März 1993 in Haft gekommen und der andere Vertreter sei zurückgeschickt worden. 1993 wurde die Frauenarmee gegründet.
Auf dem 5. Kongress, der zwischen dem 8. und 27. Januar 1995 stattfand, wurde ein neues Parteiprogramm, welches das alte von 1978 ersetzte, verabschiedet. In dieser Phase wollte die PKK mit dem Aufbau von Institutionen eines neuen Staates beginnen. Dies stand unter der Losung „Bildung der Volksmacht“. Es wurde auch über Volksaufstände, sogenannte Serhildans, diskutiert, mit denen die Machtergreifung des Volkes und damit die Schaffung roter Zonen, befreiter Gebiete, angestrebt werden sollte.

## Nach der Ergreifung von Abdullah Öcalan
Der 6. Kongress der Partei fiel in die Zeit der Ergreifung von Abdullah Öcalan und wurde zwischen dem 19. Januar und 16. Februar 1999 auf den Kandil Bergen im Nordirak abgehalten. Aus Protest gegen das „Komplott“ (die „Verschleppung“ des Vorsitzenden der PKK) sollten Selbstmordattentate und Massendemonstrationen durchgeführt werden. Die Beschlüsse, den Krieg auszuweiten, wurden jedoch infolge des im Sommer 1999 einsetzenden Strategiewechsels nicht umgesetzt.
Zwischen dem 2. und 23. Januar 2000 fand der 7. Kongress der Partei in den Kandil-Bergen im Nordirak unter Beteiligung von 380–400 Organisationsmitgliedern statt. Der Einsatz für die Rechte der Kurden sollte ab jetzt hauptsächlich politisch und nicht mehr militärisch geführt werden. Das Ziel, eine Lösung der kurdischen Fragen innerhalb der bestehenden Grenzen der Türkei zu finden, wurde offen formuliert. Als Ziele wurden die Anerkennung der kurdischen Identität, die Abschaffung der Todesstrafe und die Freilassung von Abdullah Öcalan ausgegeben. Die Aktionen sollten wie die Intifada (kr: Serhildan) in der Form des zivilen Ungehorsam stattfinden. Daher habe die ARGK ihre Aufgabe erfüllt und solle durch die HPG (Hêzên Parastina Gel – Volksverteidigungseinheiten) ersetzt werden. An die Stelle der ERNK sollte die YDK (Demokratische Volkseinheiten) treten. Zur Unterstützung der PKK wurde im Irak im März 2002 die PÇDK (Partiya Çaresera Demokrati Kürdistan – Partei für eine politische Lösung in Kurdistan) gegründet und Anfang 2003 wurde die PYD (Partiya Yekitîya Demokrat – Demokratische Partei Kurdistan) im Irak gegründet. Unter den Kurden im Iran wurde Anfang 2003 PJAK (Partiya Jiyane Azade Kürdistan – Partei für ein freies Leben in Kurdistan) gegründet.

Logo des KADEK

Logo des Kongra-Gel

Logo der KKK

Da die PKK international auf die Liste der Terrororganisationen kam, wurde auf dem 8. Kongress zwischen dem 4. und 10. April 2002 die Umbenennung in KADEK (Kongreya-Azadiya Demokratika Kürdistan – Freiheits- und Demokratiekongress Kurdistan) beschlossen. Abdullah Öcalan wurde ihr Ehrenvorsitzender. Der KADEK wurde auf seinem 2. Kongress am 6. November aufgelöst und KONGRA-GEL (Kurdistan Volkskongress) wurde gegründet.
Am VIII. Kongress der Partei nahmen 285 Delegierte teil. Es ging um Thesen, die der Vorsitzende Abdullah Öcalan eingereicht hatte. Seine Beschwerde beim Europäischen Gerichtshof für Menschenrechte (EGMR) wurde zum Manifest einer demokratischen Zivilisation erklärt. In Bezug auf den Umstrukturierungsprozess, der 1993 eingeleitet worden war und sich mit dem Waffenstillstand vom 1. September 1998 endgültig durchgesetzt haben soll, kam man zum Schluss, dass dieser Prozess in ideologischer und organisatorischer Hinsicht abgeschlossen ist. Es wurde festgestellt, dass die PKK mit ihren Errungenschaften und Fehlern ihre historische Mission erfüllt hat. Es wurde ein neues Organisierungsmodell beschlossen, das auf der neuen Demokratie- und Friedenslinie basiert. Der KADEK strebte eine Lösung der kurdischen Frage auf der Basis demokratisch-freiheitlicher Prinzipien an, ohne gültige Grenzen in Frage zu stellen.

## Neuaufbau und demokratischer Konföderalismus
Im Jahr 2004 kam es zu Spaltungen innerhalb der PKK. Osman Öcalan, der Bruder von Abdullah Öcalan, verließ im Mai 2004 das PKK-Lager in den nordirakischen Kandil-Bergen und floh mit weiteren Führungsmitgliedern in die Obhut der nordirakischen Kurden nach Mosul, wo sie mit dem Aufbau der Patriotischen Demokratischen Partei (PWD) begannen. Der ehemalige Europasprecher der PKK Kani Yılmaz (mit bürgerlichem Namen Faysal Dunlayıcı) schloss sich der PWD an. Er wurde am 11. Februar 2006 in Süleymaniye ermordet. Es gab noch andere Abweichler wie Nizamettin Taş.
Im Laufe der Geschichte hat es in den Reihen der PKK einige Dissidenten gegeben. Legendär ist dabei die Bewegung „Vejin“ (Wiederbelebung), die Mehmet Şener vertreten haben soll. Ihr wird Kritik am autoritären Führungsstil von Abdullah Öcalan und auch an besonders brutalen Formen des bewaffneten Kampfes nachgesagt. In der Anklageschrift gegen Abdullah Öcalan wird im Kapitel zum 4. Kongress der PKK dazu gesagt: „Am Ende des Kongresses wurde Mehmet Cahit Şener aus dem Zentralkomitee der PKK als Verräter eingestuft, aber er konnte mit Hilfe anderer führender Mitglieder fliehen. Er wurde in Qamischli ermordet“. Auch die einstige Ehefrau von Abdullah Öcalan, Kesire Yıldırım, und ihr Bruder, der Anwalt Hüseyin Yıldırım, der als vermeintliches Mitglied der PKK Anfang der 80er Jahre inhaftiert war und nach seiner Flucht Europasprecher der ERNK wurde, sollen „Vejin“ angehört haben.
Der Dissident Selim Çürükkaya, der ein Buch über die Haftbedingungen von PKK-Gefangenen Anfang der 80er Jahre in Diyarbakır schrieb, und sein Bruder Sait Çürükkaya, die sich Anfang bzw. Ende der 1990er Jahre von der PKK trennten, haben es auch nicht vermocht, den Führungsanspruch von Abdullah Öcalan ins Wanken zu bringen. Nach der Verhaftung Abdullah Öcalans 1999 hat es immer wieder heftige Führungskämpfe gegeben, aus denen jedoch nie eine Figur als Sieger hervorgegangen ist. Stattdessen hat es wiederholt Abspaltungen gegeben, was allerdings nicht dazu geführt hat, dass die PKK wirklich in rivalisierende Flügel zerfallen wäre.
Die Arbeiterpartei Kurdistan (PKK) reorganisierte sich im April 2005, nachdem sie sich 2002 für aufgelöst erklärt hatte. Vom 21. bis 30. August 2008 fand ihr 10. Parteikongress statt. Bis zum 10. Kongress zwischen dem 16. und 26. Mai 2004 wurden zwei Kongresse in den Kandil Bergen und in Europa abgehalten. In einem Interview gab Duran Kalkan Gründe dafür an, warum die Organisation wieder PKK genannt werde: „Auf unserem 8. Kongress 2002 beschlossen wir statt einer Partei das System eines Kongresses namens KADEK. Im November 2003 wurde anstelle des KADEK der Kongra-Gel gegründet. Der Vorsitzende wollte die PKK innerhalb des Kongra-Gel als eigenständiges Komitee organisiert wissen. Als die Bewegung auch dies nicht hinbekam, kam im Frühjahr 2004, also zwei Jahre nach der Namensänderung, die Neugründung der PKK erneut auf die Tagesordnung“.
Der Demokratische Konföderalismus ist eine Idee von Abdullah Öcalan, die von der Partei auf einer Versammlung zwischen dem 4. und 21. Mai 2005 beschlossen wurde. Diese Ideologie, wie sie u. a. auch unter Koma Civakên Kurdistan dargestellt wird, enthält folgende Gedanken:
- Der demokratische Konföderalismus organisiert die Selbstverwaltung als Ausdruck der organisierten Gesellschaft.
- Es geht hier um eine Alternative zu Staatsgebilden oder um die Überwindung der hierarchisch geordneten Machtzentralisierung.
- Die KCK ist die Vereinigung der Kommunen Kurdistans und ist auf die Ideen Abdullah Öcalans zurückzuführen.
- Vorgesehen ist eine konföderierte Organisationsstruktur der Kurden, bei der diese über die Landesgrenzen hinweg enge Beziehungen zueinander aufbauen sollen.

Ursprüngliches Ziel der PKK war die Errichtung eines sozialistisch geprägten unabhängigen Staates Kurdistan. Davon ist die PKK jedoch mehr und mehr abgerückt, offiziell gilt ihr Einsatz jetzt einer kurdischen Autonomie.
Die gegenwärtige Anzahl von PKK-Kämpfern wird auf höchstens 8000 geschätzt. Sie können die Türkei, die etwa 100.000 Mann im Südosten stehen hat, nicht ernsthaft gefährden. 2015 erklärte die PKK den bewaffneten Aufstand gegen die türkische Regierung aufzugeben und diesen durch eine demokratische Politik zu ersetzen.
Seit 2014 ist die PKK, wie auch andere kurdische Organisationen, aktiv im Kampf gegen die Terrororganisation Islamischer Staat beteiligt.